# Billy Bates (Cricketspieler)
William Bates (auch bekannt als Billy Bates; * 19. November 1855 in Huddersfield, Vereinigtes Königreich; † 8. Januar 1900 in Lepton, Vereinigtes Königreich) war ein englischer Cricketspieler und spielte zwischen 1882 und 1887 in der englischen Nationalmannschaft.

## Aktive Karriere
Seine erste First-Class-Begegnung bestritt er 1877 für Yorkshire. Sein Debüt in der Nationalmannschaft folgte in der Saison 1881/82 in Australien. Dabei konnte er im ersten Test ein Fifty über 58 Runs erreichen. Dem folgten 4 Wickets für 52 Runs als Bowler im zweiten Test, 3 Wickets für 67 Runs im dritten, sowie ein Fifty (52* Runs) und drei Wickets (3/49) im abschließenden Test. Ein Jahr später reiste er erneut nach Australien. Dort gelang ihm im zweiten Test zunächst ein Fifty über 55 Runs im ersten Innings, bevor er in dem Spiel insgesamt 14 Wickets (7/28 und 7/74) erreichte und so Australien eine Innings-Niederlage zufügte. Bei der Ashes Tour 1884/85 gelangen ihm zunächst fünf Wickets im ersten (5/31) und dritten Test (5/24), bevor er im vierten (64 Runs) und fünften Test (61 Runs) jeweils ein Fifty erreichte. Eine letzte Tour bestritt er bei der Ashes Tour 1886/87, wo er im zweiten Test noch ein Mal vier Wickets (4/26). Jedoch wurde er dann in Melbourne beim Training in den Netzen von einem Ball getroffen, der ihn mit hoher Geschwindigkeit im Gesicht traf und seine Sehkraft beschädigte.

## Nach der aktiven Karriere
Nach dem Unfall litt er an mentalen Problemen. Er konnte noch an lokalen Cricket-Spielen teilnehmen und auch Coaching-Aufgaben erfüllen, jedoch war er nicht mehr in der Lage im professionellen Bereich zu spielen. Nach einer Erkältung, die er sich bei einer Beerdigung eines ehemaligen Team-Kollegens zuzog, verstarb er im Januar 1900 im Alter von 44 Jahren.